# Erica Rut Hynes
Erica Rut Hynes (Esperanza, Santa Fe, 5 de junio de 1969) es química, feminista y política argentina, secretaria de Ciencia, Tecnología e Innovación de Santa Fe. Fue diputada provincial por el Frente Progresista Cívico y Social para el período 2019-2023 e investigadora independiente del CONICET especialista en tecnología de alimentos. Entre 2017 y 2019 fue la primera mujer en Argentina al frente de una cartera de Ciencia. 

## Biografía
De antepasados irlandeses y alemanes, su padre fue tercera generación de los inmigrantes que llegaron a construir el ferrocarril y su madre es descendiente de los pioneros que se radicaron en la colonia Esperanza durante el siglo XIX.
En 1988 ganó una beca de residencia para estudiantes y se radicó en la ciudad de Santa Fe donde comenzó la licenciatura en Química en la Universidad Nacional del Litoral (UNL). En paralelo a sus estudios inició su militancia política estudiantil en el Movimiento Nacional Reformista (MNR), en la agrupación denominada 7 Jefes de la Facultad de Ingeniería Química.
En 1998 obtuvo su doctorado en Química en la UNL y partió a Francia donde realizó una estancia posdoctoral en el Institut national de la recherche agronomique en la ciudad de Jouy-en-Josas. Regresó al país en diciembre de 2000.
Desde su ingreso a la carrera científica desarrolló su tareas de investigación en el Instituto de Lactología Industrial (INLAIN) que pertenece a CONICET y a la Universidad Nacional del Litoral. Sus contribuciones científicas fueron difundidas en numerosas publicaciones, participaciones en congresos y como docente y directora de tesis doctorales.
En 2014 fue designada profesora titular en la cátedra de Química, Nutrición y Legislación de Alimentos en la Facultad de Ingeniería Química de la UNL mediante concurso público y ese año fue votada para integrar el Consejo Directivo. 
Es fundadora de GENCyT, una plataforma para promover y apoyar el avance de las mujeres e identidades de la diversidad de género en investigación, ciencia, tecnología e innovación productiva.

## Participación política
Desde joven comenzó a militar en el Partido Socialista y ocupó varios cargos institucionales. Entre 1993 y 1994 fue responsable de Juventud Socialista de la ciudad de Santa Fe, integrante de la junta provincial en 2013, 2015, 2018 y 2021. Desde 2021 es directora de la Escuela de Formación Política del Partido Socialista a nivel nacional.
En estos años fue candidata a concejala de la ciudad de Esperanza en las elecciones de 2003, a diputada nacional en la lista que encabezó Hermes Binner en 2013 y nuevamente en 2019 fue segunda en la lista de diputados por la lista que encabezó Miguel Lifschitz, y que ganó las elecciones legislativas con el 38,7% de los votos.
El 5 de diciembre asumió como diputada provincial en la Cámara de Diputados y Diputadas de la provincia de Santa Fe, y fue elegida por sus pares para presidir la comisión de Medio Ambiente y Recursos Naturales
Desde que asumió la banca Hynes presentó más de 130 proyectos legislativos. Sus temas de interés incluyen, entre otros: alimentación pública y promoción de la industria alimentaria, ambiente y cambio climático, transición energética y transición circular, conservación de la biodiversidad y regulación del acceso al patrimonio biológico y genético de la provincia, cultura de Santa Fe, igualdad de género. 
La perspectiva de género es una constante en toda su carrera y desde su trabajo como legisladora Hynes contribuye a construir ambientes más democráticos e igualitarios para todas las personas. A cinco meses de asumir presentó un protocolo para la prevención y atención de situaciones de violencia y discriminación basadas en el sexo, género, orientación sexual o identidad de género que fue aprobado por sus pares el 5 de julio de 2021.   
El 15 de diciembre de 2020 se sancionó la Ley Saeriana provincial, un proyecto de su autoría pionero en Argentina que busca el reconocimiento integral de la obra del escritor santafesino Juan José Saer y de los espacios de interés que forman parte del escenario ficcional de sus narraciones.

## Ciencia
En paralelo a su actividad como investigadora del Conicet, Hynes ocupó diferentes espacios de gestión vinculados a la ciencia y la tecnología. En 2008 fue asesora científica de la Secretaría de Estado de Ciencia, Tecnología e Innovación durante el gobierno de Hermes Binner.

En 2010 fue designada Secretaria de Ciencia y Técnica de la Universidad Nacional del Litoral. Desde ese rol impulsó acciones de evaluación y planificación de la investigación, y el debate en torno al crecimiento y mejora de esta función universitaria. A su vez promovió un enfoque de género en las políticas de ciencia y tecnología a través de un programa estratégico que tenía como fin evaluar la situación de las mujeres en la comunidad científica de la universidad, sensibilizar en igualdad de género y promover las carreras científicas de las mujeres investigadoras.
“La gestión en la Universidad fue una muy buena experiencia, sentí que podía hacer política científica; se lograron hitos, como la concreción de un Instituto de Ciencias Sociales y Humanidades, la creación de Doctorados en esas áreas. Hay cosas que para mí fueron muy importantes, como haber introducido un objetivo de igualdad de género en ciencia en el planeamiento estratégico, o haber creado la cátedra de Género y Ciencia”.
En diciembre de 2017, el gobernador Miguel Lifschitz la designó como ministra de Ciencia, Tecnología e Innovación Productiva de Santa Fe, convirtiéndose en la primera mujer en Argentina al frente de una cartera de Ciencia. Durante su gestión se diseñaron proyectos especiales vinculados a la producción de conocimiento en torno a temas estratégicos de Santa Fe como el río Paraná y su humedal, las distintas ramas de la bioeconomía y la economía 4.0, y se instrumentaron convocatorias anuales de promoción de la ciencia y la innovación introduciendo la perspectiva de género en estas acciones y generando políticas específicas, plasmadas en el Programa de Género en Ciencia, Tecnología e Innovación.
Como diputada apoyó y estimuló la generación de conocimiento local y presentó varios proyectos para reconocer la ciencia santafesina.

## Género
La situación de las mujeres y la promoción de la perspectiva de género son temáticas que atraviesan trasversalmente la actividad de Hynes. Es una activa participante de los debates feministas, las marchas y convocatorias y ha participado en la mesa de #NiUnaMenos Santa Fe. 
Su contribución feminista más importante se dio en el área de la ciencia y la tecnología. En 2012 se involucró activamente en la modificación del Estatuto de la UNL, en el que se introdujo la cuota del 30% en el número de representantes de estudiantes y graduados. En 2015 lanzó la campaña "Más igualdad, mejor ciencia", enfocada en promover la corresponsabilidad doméstica en la comunidad científica de la UNL, como acción inicial de un plan de desarrollo del tema. Al año siguiente contribuyó con el programa global Gendered Innovations dirigido por Londa Schiebinger. En 2017 bajo su gestión en la Secretaría de Ciencia, la UNL aprobó el primer Programa de Promoción y Apoyo a la Investigación (PAITI) orientado a cuestiones de género.
En marzo de 2017 fue elegida coordinadora científica del equipo argentino del Proyecto SAGA (STEM and Gender Advancement), un programa de la Unesco que se desarrolló a través del entonces Ministerio Nacional de Ciencia, Tecnología e Innovación Productiva para la reducción de la brecha de género en los campos de la ciencia, tecnología, ingeniería y matemáticas.
Al asumir el ministerio de Ciencia, Tecnología e Innovación Productiva de Santa Fe una de las primeras acciones fue diseñar y poner en marcha el Programa Estratégico de Género en Ciencia, Tecnología e Innovación, una iniciativa pionera en Argentina que implementa una perspectiva de género transversal a todas las acciones y que fue aprobada por decreto del gobernador Lifschitz en junio de 2018. En el marco de ese Programa se modificaron los nombres de los programas del ministerio con un sentido inclusivo y se revisaron todas las convocatorias para que tengan una representación equitativa de género en las comisiones evaluadoras así como en las conferencias y paneles que el ministerio apoya económicamente. A su vez, se aprobó un Programa de Becas para mujeres científicas de la provincia de Santa Fe que otorga ayudas para Movilidad y participación en eventos científicos, becas de finalización de carreras de Ingeniería y cursado de Posgrado en Áreas Estratégicas
En octubre de 2019 se realizó en Santa Fe el primer Congreso Internacional de Género en CTI que reunió a más de 200 participantes y a las referentes más influyentes de Estados Unidos, Europa y América Latina en el tema.
Desde su banca como diputada ha presentado y apoyado proyectos que mejoren la situación de las mujeres, su aporte a la cultura, el deporte, la ciencia así como acciones que tiendan a la igualdad.
Es miembro fundadora y primera presidenta del Consejo Directivo de la asociación Civil Gencyt. Desde allí promueve diferentes acciones de género en investigación, ciencia, tecnología e innovación productiva

## Alimentación
Como investigadora del INLAIN Hynes se especializó en el campo de la tecnología y la bioquímica de alimentos y desde hace más de veinte años trabaja en la mejora de calidad y funcionalidad de los lácteos. Tiene más de 100 trabajos presentados sobre el tema y publica notas de opinión en los principales medios del país.

Al asumir una banca en la legisladora provincial presentó varias iniciativas para garantizar el acceso a una dieta segura, culturalmente aceptable y nutricionalmente adecuada, que se pueda producir de manera sostenible. En 2022 su proyecto de Ley de Alimentación Pública obtuvo media sanción.
"Cuanto más diversidad de alimentos y de recetas más ricas haya, más nutritivas van a ser las mesas. Muchas veces debido a que se institucionaliza la alimentación, se pierden recetas, se pierden saberes, se pierden formas de preparar los alimentos que eran ancestrales de alguna familia, y ese es un punto a recuperar”.

## Ambiente
Como presidenta de la Comisión de Ambiente y Recursos Naturales, Hynes lideró varias iniciativas para tratar leyes claves como la emergencia climática durante la crisis ambiental provocada por los incendios de los humedales en el Delta del Paraná en 2019 y 2020 y el debate por la Ley de acción Climática sancionada en 2021 que incorporó varias iniciativas de la legislatura y del ejecutivo provincial, y condujo una consulta pública sobre el tema de agroquímicos en conjunto con la Comisión de Conservación del Medio Ambiente y Cambio Climático del Senado santafesino.
A su vez presentó tres proyectos de ley que incorporan nuevos principios del derecho ambiental, herramientas de gestión y de participación ciudadana. Estas iniciativas fueron tratadas en audiencias púbicas donde se contó con el aporte de organizaciones sociales, comunicadores y especialistas en temas ambientales. 
También es autora de proyectos vinculados a la transición energética (hidrógeno verde) y que plantean una hoja de ruta hacia la economía circular.